# Scott Hull
Scott Hull (4 marzo 1971) è un chitarrista statunitense.
È il chitarrista e fondatore di band come Pig Destroyer, Agoraphobic Nosebleed e Japanese Torture Comedy Hour.
In passato ha fatto parte dei Picklejar, gruppo thrash metal con influenze jazz e, per un breve periodo, degli Anal Cunt.
È un chitarrista piuttosto tecnico e tra le sue influenze cita John McLaughlin e Allan Holdsworth.